# Rosario Currò
Il barone Rosario Currò (Acireale, 3 febbraio 1813 – Trieste, 14 settembre 1887) è stato un mercante e filantropo italiano.

## Biografia
Rosario nasce nel 1813 in una onesta e laboriosa famiglia di piccoli mercanti. Nel 1826 si trasferisce a Catania dove, sospetto di cospirazione politica, è arrestato dai Borbone. Costretto ad abbandonare gli studi e a dedicarsi alla malandata attività paterna, nel 1835 s’imbarca con un carico di agrumi per l'America: è il primo siciliano a raggiungere il Nuovo Mondo, dal quale torna con caffè, tabacco e legname.
Mentre il fratello Antonio si trasferisce a Genova, per ampliare i commerci familiari Rosario sceglie Trieste, dove nel 1837 fonda la casa Fratelli Currò. Nel cosmopolita porto adriatico compra un primo bastimento (l'Antonietta, dal nome di sua madre) poi un secondo (Placido, dal nome del padre) e inizia ad accumulare, oltre a grandi ricchezze, incarichi pubblici e onorificenze sia italiane che austriache.
Nel 1840 sposa la nobile friulana Lucia de Reya, dalla quale avrà un figlio maschio, Rosario, e tre figlie femmine: Antonietta Currò in Vismara, Adele Currò in Cambiagio (nonna di Alice Psacaropulo) e Vittoria Currò in Costantini (suocera di Giorgio Pitacco).
Nel 1867, a seguito degli aiuti inviati alla città di Catania, gravemente colpita dal colera, gli viene intitolata una piazza pubblica. Nel 1876, la stessa città lo elegge a far parte di una delegazione costituita da ragguardevoli personaggi catanesi (tra cui il poeta Gaetano Ardizzoni) che dovevano presenziare la patriottica cerimonia di esumazione e trasporto in patria dei resti dell'immortale catanese Vincenzo Bellini, che si trovavano nel cimitero di Père-Lachaise di Parigi. È la leggendaria Traslazione delle ceneri di Bellini, raffigurata anche da Giuseppe Gatteri in un dipinto conservato al Museo Teatrale Schmidl di Trieste. È nominato cavaliere, poi ufficiale e commendatore negli ordini equestri S.S. Maurizio e Lazzaro e della Corona d’Italia.
Nel 1882, come asserito dal Gennari, era «membro effettivo della camera di commercio ed industria di Trieste; direttore e consigliere alla Cassa di risparmio; ispettore dell'i.r. Accademia di commercio e nautica; censore delle Banche Nazionale e Triestina; presidente del Comitato promotore della istruzione gratuita; direttore dell'Unione filantropica la “Previdenza” e uno dei fondatori dell'Associazione di beneficenza italiana».
Nel 1883, con Regio Decreto del 29 novembre susseguito da Regie Lettere Patenti del 30 dicembre, gli è concesso il titolo di barone, per i meriti professionali. Il motto dell'arma di famiglia sarà infatti Absque labore nihil.
Muore nel 1887 a Trieste, malato da settimane di «marasmo senile». Tra le personalità accorse al suo funerale il principe Pio di Savoia (reale vice-console italiano) e un commosso barone Giuseppe Morpurgo. La tomba di famiglia, che lui stesso vivente aveva fatto erigere, è fregiata di un grandioso monumento ricco di statue e bassorilievi, opera dello scultore genovese Santo Varni. Ancora oggi, un suo busto (opera di Enrico Levi) campeggia invece nella galleria dei benefattori dell'ITIS di Trieste, l'allora Pia Casa dei Poveri, ampiamente sostenuta da Currò. Un secondo busto, scolpito da Giovanni Depaul, è invece nella collezione Psacaropulo, presso Villa Margherita.